# L'Avocat de la terreur
O Advogado do Terror (Terror's Advocate em inglês, L'Avocat de la terreur em francês) é um documentário biográfico francês de 2007 sobre a vida de Jacques Vergès, um polêmico advogado que defendeu criminosos de guerra, nazistas, terroristas, ditadores e militares.